# Hypsipetes parvirostris
Hypsipetes parvirostris е вид птица от семейство Pycnonotidae.

## Разпространение
Видът е разпространен в Коморските острови и Майот.